# Borrell II

Średniowieczne hrabstwa na terenie obecnej Katalonii

Półwysep Iberyjski z hrabstwem Barcelony jako lennem francuskim

Borrell II (ur. w drugiej lub trzeciej dekadzie X wieku; na pewno przed 934, zm. w 993 roku) – hrabia Barcelony, Girony i Osony w latach 947–993 (razem ze swoim bratem Miró do 966) oraz Urgell od 948 z pierwszej dynastii barcelońskiej (Urgel).

## Pochodzenie i dzieciństwo
Urodził się jako najpewniej pierwszy, ewentualnie drugi syn (z pięciorga dzieci) Sunyera (Sunifreda) I, hrabiego Barcelony i jego żony Rycheldy z Tuluzy, prawdopodobnie córki Ermengola I z Rouergue. Przyszedł na świat zapewne w latach 10. lub 20. X wieku, gdyż w 947, gdy obejmował władzę był pełnoletni. Nie jest jasne, dlaczego w jednym dokumencie (donacji dla klasztoru Lagrasse z 954) Miró występuje jako starszy brat (jego podpis widnieje jako pierwszy – przywilej najstarszego), a w donacji z 934 roku wymieniony jest jedynie Borrell. Być może wiązało się to z jakąś formą wydziedziczenia, bowiem Miró po śmierci ojca objął mniej prestiżowe funkcje. Między 940 a 942 rokiem zmarł jego najstarszy brat Ermenegol, hrabia Ossony.

## Panowanie
W 947 roku jego ojciec Sunyer I abdykował i przeniósł się do klasztoru, rozdzielając władzę między dwóch najstarszych synów. Miró miał odpowiadać za sprawy wewnętrzne, natomiast Borrell - za wojsko i sprawy zagraniczne. Ten drugi tytułował się także królem Gotów, a w 948 roku odziedziczył po bezdzietnym wuju Sunifredzie II hrabstwo Urgell. Miró zmarł w 966 roku, prawdopodobnie pozostawiając po sobie synów Ramona (Rajmunda), Borrella i Sunyera - ci jednak najprawdopodobniej zmarli bezdzietnie przed 993 i tym samym nie zostali dziedzicami. Od 966 roku Borrell II dzierżył pełnię władzy na terenie dzisiejszej Katalonii. W 948 roku dostał po zmarłym bezdzietnie wuju Sunifredzie II hrabstwo Urgell. Dzięki temu władca był tytułowany w dokumentach dux Gothiae (królem Gotów), a sam w swych dokumentach podpisywał się jako comes et marchio (hrabia i markiz).
W przeciwieństwie do swojego wojowniczo nastawionego ojca, Borrell II prowadził przede wszystkim działania dyplomatyczne (początkowo poprzez brata), lawirując między dwoma potężnymi sąsiadami Frankami i Maurami. W 970 roku wysłał również emisariuszy do Rzymu, aby spotkali się zarówno z cesarzem Ottonem I Wielkim, jak i papieżem Janem XIII. Podczas jego panowania stoczono dwie bitwy; w obydwu przegrał. W 961 roku napadł na niego muzułmański władca Al-Hakam II. Drugą walką był pojedynek koalicji Borrella II, hrabiego Katylii Fernana Gonzáleza, króla Leónu Sancho I Grubego oraz króla Nawarry Garcii I Sancheza z Al-Hakamem II pod Zaragozą w 965. Poza tym Borrell II starał się wysyłać emisariuszy i do Abd ar-Rahman III w Kordowie (w latach 950, 966, 971 i 974), i do Franków. Dzięki temu zawarł pokój z muzułmanami i zarazem uwolnił się od podległości Francji. Traktat ten złamał jednak Al-Mansur, faktyczny władca Al-Andalus, który najechał i złupił Barcelonę w 985 roku, porywając wielu jej mieszkańców. Hrabia wysłał prośbę o wsparcie militarne do ówczesnego króla Franków Lotara, który obiecał go wspomóc, jednak miał najwyraźniej za mało wojsk do realnego wsparcia. Kolejna prośba wysłana do nowego władcy Hugo Kapeta spotkała się z obietnicą pomocy, jeśli Borrell będzie posłuszny raczej jemu niż muzułmanom (Iszmaelitom). Nie jest znana odpowiedź barcelońskiego władcy. Hugo nie mógł przekonać do wyprawy do Barcelony swych wasali. Rządy Borrella II okazały się więc ostatnimi, podczas których hrabstwo Barcelony było feudalnie podległe Karolingom (tak było od czasów Karola Wielkiego, który podbił te tereny). Tym samym, wobec braku reakcji Hugona, więź została formalnie zerwana, a hrabstwo Barcelony na trwale uwolniło się od frankońskich wpływów. Wobec osłabienia Maurów udało się zdobyć Cerdonę (986) i Olérdolę (992).
Borrell II był także patronem sztuki i kultury. W 967, wyruszając na poślubienie żony, odwiedził w Aurillac klasztor. Na prośbę tamtejszego opata zabrał do siebie około dwudziestoletniego Geberta (przyszłego papieża Sylwestra II), aby ten nauczył się matematyki. Uczył go biskup Hatto z Vich ok. 60 km na północ od Barcelony, później zapewne też w klasztorze Santa María de Ripoll - dzięki temu młody chłopak poznał właściwie nieznane w Europie dziedziny wiedzy (matematykę, astronomię, mechanikę). Gebert wyruszył wraz z wysłannikami hrabiego do Rzymu i został stamtąd zabrany przez cesarza jako nauczyciel dla jego syna, przyszłego następcy Ottona II.
W 988 roku prawdopodobnie stary już Borrell II podzielił swe terytoria między synów - Ermenegol otrzymał Urgell i dał początek tamtejszej linii władców, a Rajmund Borrell objął Barcelonę, Gironę i Ossonę. Władca nadal objeżdżał swoje tereny i wystawiał dokumenty. W 993 roku przygotował testament na wypadek, gdyby przeżył swych wykonawców testamentów, ale jeszcze w tym samym roku zachorował i zmarł.

## Małżeństwo i potomstwo
Po raz pierwszy w 968 lub wcześniej ożenił się z Liutgardą (zm. po 980). Pochodziła ona z Tuluzy, na co wskazują imiona nadane ich dzieciom. Podejrzewa się, że była córką Rajmunda III z Tuluzy. Doczekał się z nią piątki dzieci:
- córka (ur. przed 9 czerwca 969);
- Rajmunda Borrella (971/2–1017), następcy ojca jako hrabia Barcelony;
- Ermenegola (973/7–1010), hrabia Urgell
- Ermenegardy (zm. po 1029), żona Geriberta, syna Guitarda, wicehrabiego Barcelony;
- Rycheldy (zm. po 1042), żona Udularda, syna Guitarda, wicehrabiego Barcelony.

Przed 988 rokiem poślubił wdowę Aimerudis, z którą nie miał dzieci.